# Culicoides hondurensis
Culicoides hondurensis är en tvåvingeart som beskrevs av Gustavo R. Spinelli och Art Borkent 2004. Culicoides hondurensis ingår i släktet Culicoides och familjen svidknott. Inga underarter finns listade i Catalogue of Life.